# Gonomyia hawaiiensis
Gonomyia hawaiiensis là một loài ruồi trong họ Limoniidae. Chúng phân bố ở miền Australasia.